# Рат светова (филм из 2005)
Рат светова (енгл. War of the Worlds) је научнофантастични филм из 2005. године, снимљен по истоименом роману Х. Џ. Велса, док је режисер филма Стивен Спилберг. У главним улогама су Том Круз, Дакота Фанинг, Џастин Четвин, Миранда Ото и Тим Робинс. У филму се такође појављује Морган Фриман као приповедач.
Филм је реализован у америчким биоскопима 29. јуна 2005. године, а у британским 1. јула исте године. Добио је углавном позитивне критике, многи критичари су хвалили глуму, режију, сценарио, акционе сцене и визуелне ефекте, а филм је био и финансијски успешан и постао је четврти филм по заради из 2005. године, са укупном зарадом од преко 591 милион долара. Био је номинован за три Оскара: за најбоље визуелне ефекте, микс звука и монтажу звука.

## Радња
Вековима су људи посматрали свемир, у почетку само голим очима, а касније најмодернијим технолошким инструментима, питајући се има ли још кога у томе огромном пространству, какве су му намере и хоће ли наше цивилизације икада остварити контакт. Показало се да смо гледали у погрешном смеру, јер су они на нашој планети већ много, много година и сада су одлучили да нас покоре.
Реј Феријер (Том Kруз) је радник из Њу Џерзија, којем у животу баш и не цветају руже, јер са својом децом из распаднутог брака нема однос какав прижељкује. Али, када једног дана започне дуго планирани ванземаљски напад на нашу планету, на Реју је да направи све како би заштитио сина Робија (Џастин Четвин) и ћерку Рејчел (Дакота Фанинг) .

## Улоге
| Глумац          | Улога          |
| --------------- | -------------- |
| Том Круз        | Реј Феријер    |
| Дакота Фанинг   | Рејчел Феријер |
| Џастин Четвин   | Роби Феријер   |
| Миранда Ото     | Мери Ен        |
| Тим Робинс      | Харлан Огилви  |
| Дејвид Алан Баш | Тим            |
| Јул Васкез      | Хулио          |
| Рик Гонзалес    | Винсент        |
| Лени Венито     | Мани           |
| Морган Фриман   | приповедач     |

## Зарада
- Зарада у САД - $234.280.354
- Зарада у иностранству - $357.465.174
- Зарада у свету - $591.745.528